# جدجد شجري جامايكي
جدجد شجري جامايكي (الاسم العلمي: Oecanthus jamaicensis) هو نوع من الحشرات يتبع جنس الجدجد الشجري من فصيلة الجداجد الحقيقية.